# Яблонная моль
Яблонная моль (лат. Hyponomeuta malinella) — мелкая моль из семейства горностаевых молей (Yponomeutidae), опасный вредитель яблоневых деревьев.
Распространена в Европе — на Британских островах, в Финляндии, Швеции; в Азии — в Корее, Японии, России, Маньчжурии (Китай), Иране, Пакистане; в Северной Америке — в Британской Колумбии (Канада) и США (штаты Вашингтон и Орегон).

## Описание
Тело яблонной моли белого цвета, с бархатистым блеском. Усики нитевидные, закинутые в спокойном состоянии назад; нижнегубные щупальца выдаются вперёд.

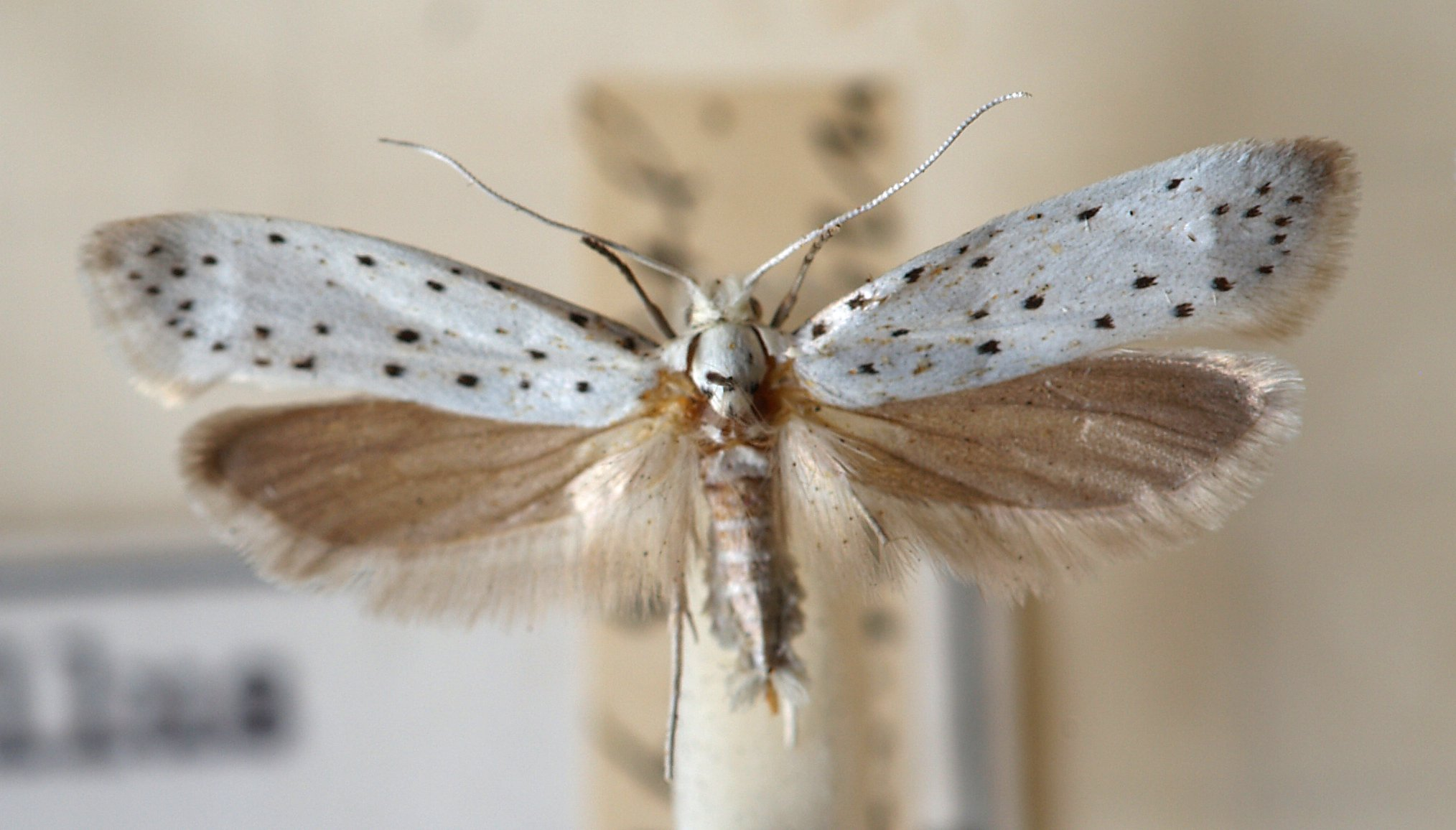
Яблочная моль

Передние крылья белые, с 18—20 чёрными точками, расположенными тремя неправильными продольными рядами; у вершины крыла эти 3 ряда соединены очень мелкими чёрными крапинками; задние крылья с обеих сторон, так же как и передние с нижней стороны, — пепельно-серые; длина около 20 мм.
Яблонная моль встречается в Средней и Южной Европе. Бабочки начинают появляться в первой половине июня и первые дни держатся обыкновенно в траве, а затем днём сидят неподвижно на нижней стороне листьев, а вечером и ночью оживлённо летают. Самки откладывают яички преимущественно на 2—4-летние сучья яблонь, выбирая для этой цели кору с гладкой поверхностью.

## Жизненный цикл
Яички прикрыты жёлтой слизью (выделение придаточных половых желез), образующей над кучкой яичек род щитка, принимающего впоследствии серовато-бурый цвет; кучки эти продолговатой формы, 4—5 мм в диаметре и заключают 15—65 удлиненно-овальных желтоватых яичек. Через 3,5—4 недели после кладки вылупляются желтоватые гусеницы с тёмно-бурой головой, которые остаются зимовать под щитком, съедая хорион яичек и подгрызая немного под собой кору. Весной гусеницы поселяются в паренхиме молодых листочков яблони, переходя из одних листочков в другие; при этом кожица листьев как сверху, так и снизу остаётся нетронутой. Поражённые листочки буреют, засыхая и опадая с деревьев.

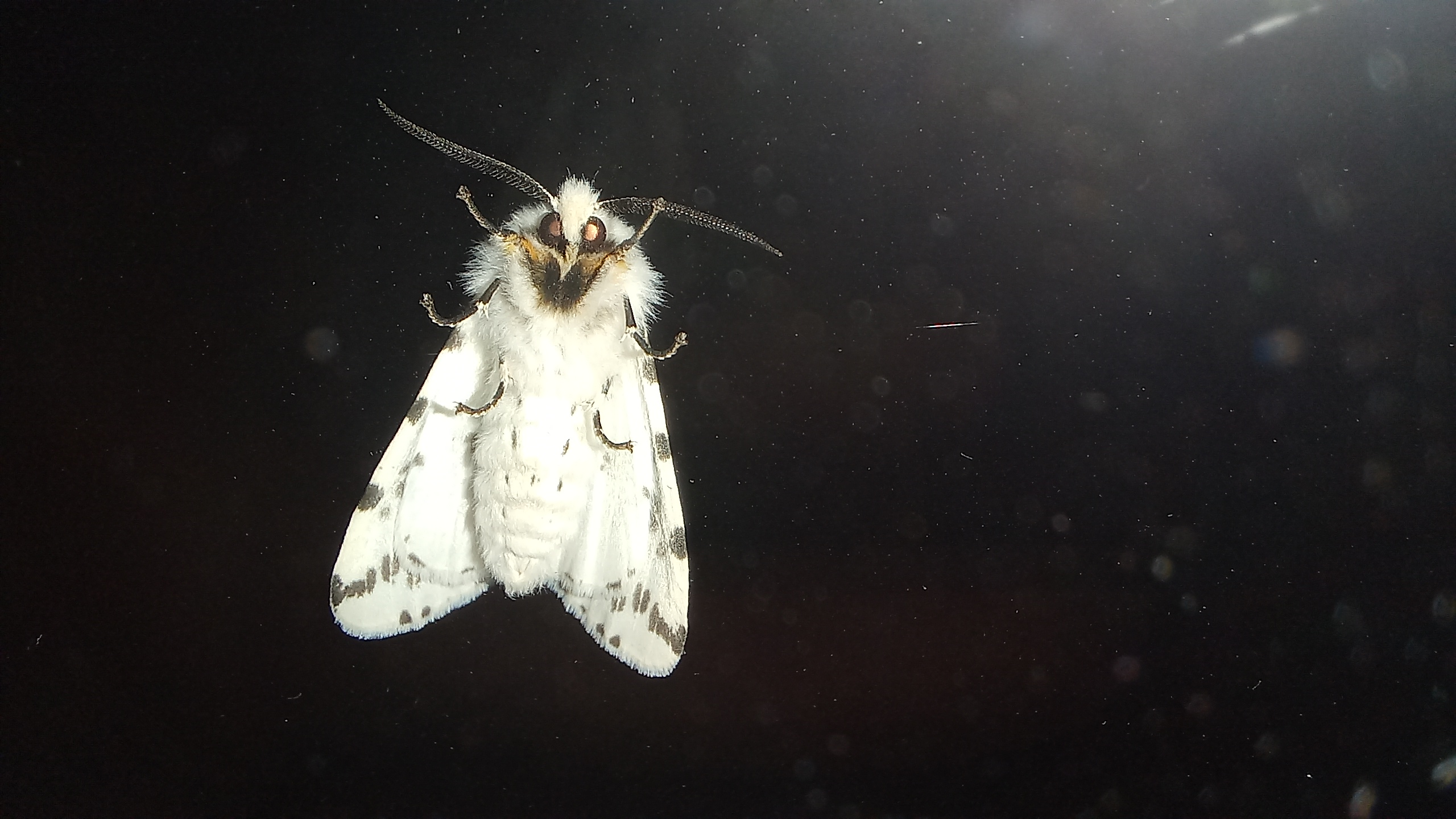
Яблонная моль

Через некоторое время гусеницы выходят наружу, покрывая верхнюю сторону листьев паутинной тканью, под которой и живут обществами. Во второй половине мая гусеницы поселяются на вершинах ветвей, устраивая большие гнезда из паутины; гнездо постепенно расширяется и захватывает все новые и новые листья, так что число гусениц в гнезде может доходить до 1000; иногда гусеницы окутывают всё дерево сплошь паутиной.
Взрослые гусеницы, известные в некоторых местностях под названием майского червя, достигают 1,8 см длины, грязновато-жёлтого цвета с чёрной головой и чёрными грудными ногами; на спинной стороне находятся 2 продольных ряда чёрных пятен, рядом с которыми находится по 2 чёрных точки; такие же точки находятся с боковых сторон гусеницы. В конце мая — начале июня гусеницы окукливаются в белых продолговатых коконах, располагающихся группами (до нескольких сот и даже 1500 штук) в пазухах разветвлений яблони; куколки желтовато-красного цвета. При сильном размножении яблонная моль может наносить весьма значительный вред яблоням; сильно пострадавшие деревья совершенно не приносят плодов в течение двух лет.

## Естественные враги
Естественные враги-паразиты — личинки Ageniaspis fuscicollis, принадлежащего к наездникам, которые откладывают в теле гусениц свои яйца. Зараженная гусеница имеет несколько изменённую форму, однако продолжает поедать листья. После окукления она гибнет, ввиду развития личинок жука. Практически не поедается птицами.

## Меры борьбы
- Собирание весной побуревших молодых листочков (в которых находятся гусеницы);
- Опрыскивание деревьев инсектицидами: химическими или биологическими; опрыскивание производится до или после, а не во время цветения;
- Собирание коконов руками или шестами с развилком на конце.

Химические средства не являются эффективным способом борьбы при распространении на обширных территориях. Малоэффективным также является отряхивание деревьев.